# Paul-Félix Arsène Billard

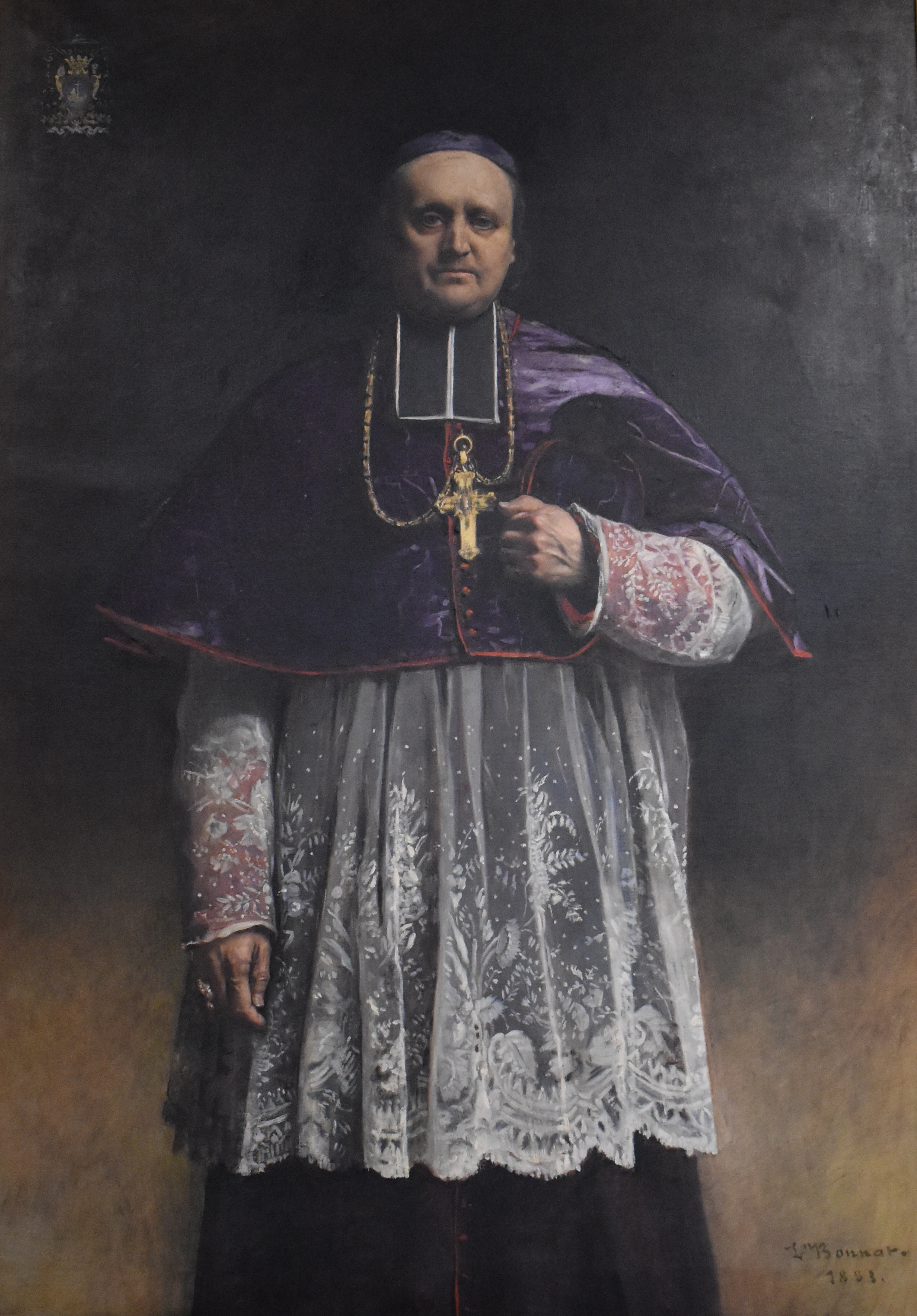
Porträt von Bischof Biilard, 1883

Paul-Félix-Arsène Billard (* 23. Oktober 1829 in Saint-Valery-en-Caux; † 3. Dezember 1901 in Carcassonne) war ein französischer römisch-katholischer Geistlicher. Er war von 1881 bis zu seinem Tod Bischof von Carcassonne.

## Leben
Billard wurde am 17. Dezember 1853 zum Priester für das Erzbistum Rouen geweiht. Nach Tätigkeiten als Vikar in Dieppe und Rouen wurde er am 14. November 1863 Vikar an der Kathedrale von Rouen. Seit 1877 Kanonikus, wurde Billard im Januar 1880 Generalvikar des Erzbistums Rouen. Er war beteiligt an der Wiedererrichtung des Dominikanerklosters von Prouille.
Papst Leo XIII. ernannte ihn am 17. Februar 1881 zum Bischof von Carcassonne. Die Bischofsweihe empfing Félix-Arsène Billard am 13. Mai 1881 in der Kathedrale von Rouen durch Kardinal Henri-Marie-Gaston Boisnormand de Bonnechose. Er reiste 1891 unerlaubt nach Rom und wurde dafür vom damaligen Justizminister und späteren Staatspräsidenten Frankreichs Armand Fallières mit einer Geldstrafe belegt. 1898 erlitt Billard einen Schlaganfall und wurde dadurch amtsunfähig. Er zog sich ins Kloster Prouille zurück und starb 1901 im Alter von 72 Jahren. Beigesetzt wurde er in der Kathedrale von Carcassonne.